# Cencenighe Agordino
Cencenighe Agordino (in ladino Zenzenìghe) è un comune italiano di 1 218 abitanti della provincia di Belluno in Veneto.

## Storia
Cencenighe cominciò a essere abitata stabilmente dall'anno Mille, tuttavia le prime attestazioni scritte del toponimo risalgono alla fine del Duecento. Esso dovrebbe essere un prediale legato al personale latino Cincius.

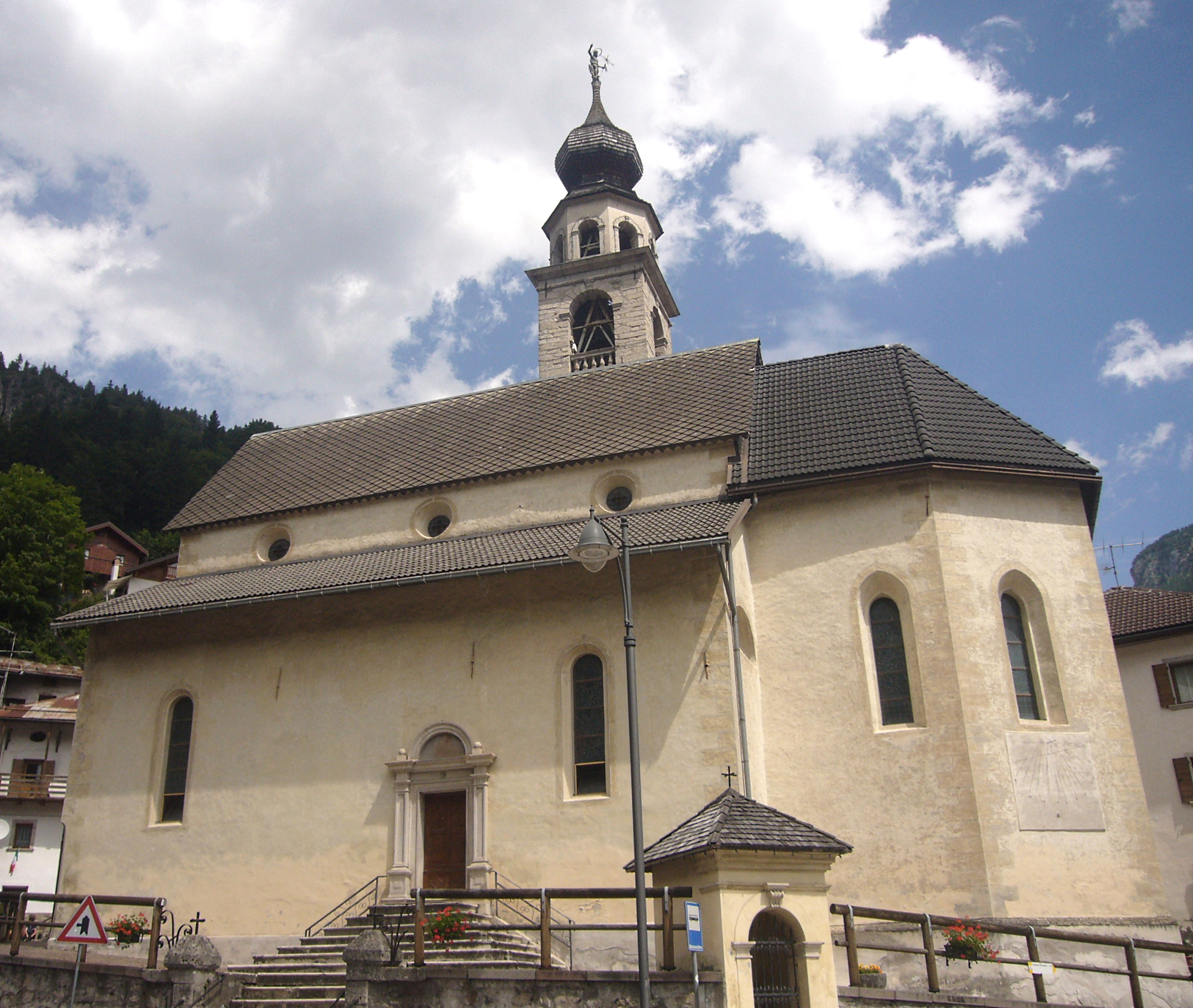
La chiesa parrocchiale

Il popolamento del territorio fu favorito dalla presenza di miniere nei dintorni, nonché dall'abbondanza di boschi che permetteva il funzionamento di forni fusori per la lavorazione dei metalli. I nuclei abitativi più antichi erano Coi (dove si trova la chiesa) e Villagrande, quest'ultimo principale centro amministrativo ed economico sino ai primi del Novecento. Via Roma e Veronetta, considerate oggi le zone più centrali del comune, sono di origine molto più recente.
Dal punto di vista politico seguì le sorti di tutto l'Agordino. Legata ai vescovi di Belluno, nel 1404 passò alla Repubblica di Venezia e costituì una delle regole di Soprachiusa (la parte del capitaniato di Agordo a nord di Listolade). La zona raggiunse una certa stabilità solo dopo la guerra della Lega di Cambrai: nel 1439 fu devastata dalle truppe di Filippo Maria Visconti e attorno al 1510 da quelle del condottiero austriaco Leonardo Felzer.
La posizione di Cencenighe, alla confluenza dei torrenti Biois e Cordevole, l'ha resa una località soggetta alle alluvioni (in dialetto brentàne) anche in tempi recenti, come nel 1882 e nel 1966. Quest'ultima fu particolarmente cruenta, causò la morte di una persona e distrusse numerosi edifici, tra cui il cimitero comunale situato a Veronetta (fu ricostruito in località Le Valesine, alla sinistra del Cordevole).

### Simboli
Lo stemma e il gonfalone sono stati concessi con regio decreto del 9 dicembre 1937.
Lo stemma comunale è di azzurro, allo scaglione rovesciato d'argento, attraversato da un abete al naturale, nodrito nella campagna di verde.
Il gonfalone è un drappo interzato in banda di azzurro, di bianco e di verde.

## Monumenti e luoghi d'interesse
- Chiesa parrocchiale di Sant'Antonio Abate

## Società

### Evoluzione demografica
Abitanti censiti

## Amministrazione

### Gemellaggi
- Massaranduba, dal 2011

### Altre informazioni amministrative
La denominazione del comune fino al 1964 era Cencenighe.